# High Wycombe
High Wycombe, o simplemente Wycombe, es una ciudad situada en el distrito no metropolitano de Wycombe, en el condado de Buckinghamshire, Inglaterra, Reino Unido. En el censo de 2011 contaba con una población de 125 257 habitantes.